# Sven Magnus Aurivillius
Pour les articles homonymes, voir Aurivillius.
Sven Magnus Aurivillius est un zoologiste suédois, né le 12 août 1892 à Stockholm et mort le 4 mars 1928 à Mörby.

## Biographie
Il devient le directeur de la station de zoologie marine de Kristineberg en 1923 mais meurt prématurément juste avant de soutenir sa thèse sur les gorgones japonaises. Il était la huitième génération de docteur de l’université d'Uppsala. Son père est l’entomologiste Per Olof Christopher Aurivillius (1853-1928) et son oncle le zoologiste Carl Wilhelm Samuel Aurivillius (1854-1899).

## Sources
- Courte biographie sur BEMON (en anglais)